# Gérson de Souza
Gérson Andrade de Souza (* 2. Januar 1959) ist ein ehemaliger brasilianischer Sprinter, dessen Spezialstrecke die 400-Meter-Distanz war.
Gérson de Souza gewann 1981 Bronze über 400 Meter bei der Universiade sowie Silber im 400-Meter-Lauf und Gold im 4-mal-400-Meter-Staffellauf bei den Leichtathletik-Südamerikameisterschaften in La Paz. 
Im Jahr 1983 wurde er Achter bei den Leichtathletik-Weltmeisterschaften in Helsinki und errang Bronze bei den Panamerikanischen Spielen in Caracas. Im Jahr darauf erreichte er bei den Olympischen Spielen in Los Angeles das Viertelfinale und mit der brasilianischen Mannschaft das Halbfinale in der 4-mal-400-Meter-Staffel.
1987 schied er bei den Weltmeisterschaften in Rom im Viertelfinale aus und wurde erneut südamerikanischer Vizemeister. 1988 kam er bei den Olympischen Spielen in Seoul ins Halbfinale und gewann Bronze bei den ibero-amerikanischen Meisterschaften.

## Persönliche Bestzeit
- 400 m: 45,21 s, 16. September 1982, Rieti